# Pa'ntrar en calor
Pa'ntrar en calor es una "banda" de música uruguaya. Fue creada en el año 2006 por músicos que participan en el carnaval de Montevideo. Si bien los músicos comparten el gusto por diferentes estilos musicales, las canciones de la banda tienen un estilo similar al de la murga, lo que hace que sean conocidas y agradables para los oídos uruguayos.

## Historia
En sus comienzos, la banda realizaba covers de artistas como Bob Marley, Luis Alberto Spinetta y Ruben Rada. Fue entonces que un día llegaron al ensayo congas y un par de timbales, los que introdujeron el calor y estilo centroamericano a sus canciones. De esta forma la banda comenzó a tocar ritmos tropicales, lo que en la actualidad es la característica principal de la banda.

## Presentaciones y premios
Desde su primera aparición en 2007, Pa'ntrar en Calor ha actuado en numerosos conciertos organizados por el Ministerio de Educación, en diferentes departamentos y en los principales centros turísticos del país.
Durante sus años de trayectoria fueron vistos y escuchados por más de 100.000 personas.
El 1 de mayo de 2013 fue el grupo musical invitado para el acto central del PIT-CNT, el Sindicato de Trabajadores de Uruguay, por motivo de la celebración del Día del Trabajador.
En agosto de 2012 viajaron a Argentina por primera vez, donde se presentaron en la ciudad de Córdoba, realizando un gira por dicha provincia.
En junio de 2013, la banda firmó un contrato con Zakuba Producciones, productora que está a cargo de la organización de presentaciones en diferentes lugares de Argentina y varios países de América Latina y Europa.
En setiembre de 2013 Pa'ntrar en calor, fue reconocida en los Premios Graffiti a "Mejor CD de Música Tropical".
Este año, la banda ha sido galardonada nuevamente en los Premios Graffiti como uno de los cuatro mejores DVD musical.
En 2014 lanzaron su primer trabajo audiovisual, el DVD llamado "Peinate que salís", donde participaron más de 3000 personas.

## Músicos
Los miembros de la banda provienen de diversos contextos musicales y otras bandas reconocidas.
Gastón "Ratón" Angiolini toca las congas. Él es uno de los fundadores de la banda y ha tocado la batería para la murga Falta y Resto desde el 2004, la cual participa del carnaval uruguayo.
Nicolás "Pelado" Antúnez toca los timbales y ha ayudado a definir el estilo tropical de la banda. Se graduó de la Escuela Universitaria de Música (Universidad de la República) y es miembro de la Orquesta Filarmónica de Montevideo.
Lucas Lessa toca la trompeta, es compositor y cantante de la banda. Estudia trompeta y composición musical en la Escuela Universitaria de Música (Universidad de la República). Él fue uno de los fundadores de la banda uruguaya 11 Tiros y tiene un CD como solista.
Mario Vega toca el trombón. Es miembro de la Orquesta Filarmónica de Montevideo.
Daniel Rosa toca el teclado y el acordeón. Fue invitado a la grabación del primer CD y en la actualidad se ha convertido en uno de los factores esenciales para el sonido de la banda. También ha tocado con otros artistas uruguayos conocidos como Tabaré Cardozo y el dúo Larbanois & Carrero.
Martín Angiolini trabaja junto con Rosa. Martín ha compuesto la banda sonora de varios musicales utuguayos. En el 2013 obtuvo el Primer Premio en el Concurso de Murgas en el carnaval, como director de la murga Asaltantes con Patente.
Roberto Heredia, sucedió a Federico Olmos como bajista de la banda. Toca el uprightbass, un instrumento que ha modificado radicalmente el sonido de la banda. Es profesor de música.
Esteban Pasquali es el guitarrista. Es profesor de música en el Hospital Vilardebó, que trabaja con personas que presentan enfermedades mentales.
Damian Dewailly y Felipe Castro son los dos cantantes y compositores de gran parte de las canciones interpretadas por la banda. Son los encargados de hacer frente a la opinión pública y de establecer las conexiones necesarias entre los artistas y su público.

## Discos
Hasta el momento, la banda ha grabado "A Romper la Night"  y "Guiso", dos CDs independientes.
El tercer Cd "Pilladamente tropical "se ha editado bajo el sello Bizarro.